# Assetjament (pel·lícula de 2023)
Assetjament (títol original en castellà, Asedio) és una pel·lícula de thriller hispanomexicana del 2023 dirigida per Miguel Ángel Vivas i escrita per Marta Medina protagonitzada per Natalia de Molina i Bella Agossou. S'ha subtitulat al català.

## Sinopsi
Arran d'involucrar-se en un cas de corrupció, l'agent antiavalots Dani canvia de bàndol durant un desnonament, i fa equip amb la Nasha, una immigrant irregular i recentment desnonada, així com amb el seu fill, en Little.

## Repartiment
- Natalia de Molina com a Dani[5]
- Bella Agossou com a Nasha[6]
- Oscar Eribo com a Little[5]
- Francisco Reyes com a Trajano[5]
- Fran Cantos com a Coria[5]
- Chani Martín com a Cervantes[5]
- Jorge Kent com a Rivero[5]
- Efraín Rodríguez com a Lolo[5]
- Lucas Nabor[6]
- Federico Pérez Rey[6]
- Luis Hacha[6]
- Fernando Valdivielso[6]
- Karlos Aurrekoetxea[6]
- Alejandro Casaseca[6]

## Producció
Basada en una història original de Miguel Ángel Vivas i José Rodríguez, la pel·lícula va ser escrita per Marta Medina. Va ser produït per Apache Films (Enrique López Lavigne) juntament amb Mexico City Project, en associació amb Sony Pictures International Productions i amb la participació d'RTVE i Amazon Prime Video. El rodatge va durar d'octubre a novembre de 2021. La pel·lícula es va rodar en un edifici d'apartaments de Parla, a la Comunitat de Madrid.

## Estrena
Assetjament va ser seleccionada per ser exhibida el març de 2023 a la programació Màlaga Premiere, la llista no competitiva de la selecció oficial del 26è Festival de Cinema de Màlaga. Distribuïda per Sony Pictures Entertainment Iberia, es va estrenar als cinemes d'Espanya el 5 de maig de 2023.

## Rebuda
Eduardo Parra, de La Opinión de Málaga, va considerar que Assetjament és una de les millors pel·lícules de l'any: «Parlem de cinema social, humà, policial, de pura acció i d'aquelles pel·lis que se't queden al cap i que no te les pots treure».